# San Quintín (Baja California)
San Quintín is een plaats in de Mexicaanse staat Neder-Californië. De plaats heeft 5021 inwoners (census 2005) en valt onder de gemeente Ensenada.